# Атанарих
Атанарих или Атанарик (гот. Athaneiks) (умро 25. јануара 381) је био вођа разних визиготских племена током две деценије и визиготски краљ током последње године живота, 381. године. По Исидору Севиљском владао је Готима 13 година.
О Атанариховом пореклу и раној каријери не знамо ништа. Изгледа да је његов отац стекао велики углед у римској војној служби. По ретору Темистију, Константин Велики је подигао статуу Атанариховог оца у Цариграду. Сам Атанарих се у изворима први пут помиње у рату који је против Гота насељених северно од Дунава водио римски цар Валенс између 367. и 369. године. Валенс се у ствари умешао у сукоб двојице готских поглавара, Атанариха и Фритигерна који су изгледа, свако за себе, покушавали да се наметну за јединственог владара Гота. Успео је да издејствује потписивање мира са Римљанима који је био повољан по његов народ.
Током Атанарихове кратке владавине Визиготи су се међусобно сукобили због верских питања. Многи Визиготи прихватили су хришћанство током 3. и 4. века, али Атанарих је и даље следио стару паганску германску религију. Фритигерн је, у знак захвалности за подршку коју му је цар пружио против Атанариха, примио аријанско хришћанство, док је Атанарих можда баш због тога постао прогонитељ хришћана.
Године 376. Валенс је дозволио Фритигерновим присталицама да пређу Дунав и да се населе на римској територији, с циљем да се зауставе Хуни који су управо били прегазили Остроготе и сада су потискивали Визиготе даље на запад, те су ови морали да напусте Дакију. Атанарихове присталице су биле препуштене на милост и немилост Хунима, међутим, многи од њих су успели ипак да пређу реку сопственим снагама.
Након велике победе над Римљанима у бици код Хадријанопоља 378. године, Фритигерн је захваљујући својим ратним успесима прихваћен за владара већине Визигота насељених на римској територији. Међутим, нови источноримски цар Теодосије I је успео да преокрене ратну срећу. Фритигерн је изгледа преминуо око 380. године и Готи су сада прихватили Атанариха за свог краља. Почетком 381. Атанарих је постао први страни краљ који је посетио нову римску престоницу Константинопољ. Преговарао је са царем Теодосијем I, који је Визиготима понудио статус савезника - „федерата“ (лат. foederati). За разлику од ранијих времена, варварским савезницима је дозвољено да се населе на римској територији и шаљу Римљанима војне одреде под заповедништвом сопствених старешина. Након што је 11. јануара склопио мир, Атанарих је умро само неколико недеља касније 25. јануара. Цар му је приредио свечани погеб у Цариграду, а споразум је поштован до смрти Теодосија I 395. године.